# Lista de bandeiras de Omã
A seguir esta é uma lista de bandeiras usadas em Omã.

## Bandeira nacional
| Bandeira | Data          | Uso             | Descrição |
| -------- | ------------- | --------------- | --- |
|          | 1995–presente | Bandeira de Omã | Uma tricolor horizontal de branco, vermelho e verde; com uma faixa vermelha vertical na talha, carregada com o brasão de armas de Omã (proporção de 4:7). |

## Bandeira real
| Bandeira | Data          | Uso                  | Descrição                                                                                 |
| -------- | ------------- | -------------------- | ----------------------------------------------------------------------------------------- |
|          | 1749–presente | Bandeira real de Omã | Um campo vermelho com uma borda verde e vermelha e o brasão de armas do sultão no centro. |

## Bandeiras políticas
| Bandeira | Data      | Uso                                        | Descrição                                                                                              |
| -------- | --------- | ------------------------------------------ | --- |
|          | 1965–1968 | Bandeira da Frente de Libertação de Dhofar | Um tricolor horizontal de vermelho, branco e preto.                                                    |
|          | 1965–1968 | Bandeira da Frente de Libertação de Dhofar | Uma bandeira tricolor horizontal de vermelho, branco e preto com texto em árabe preto na faixa branca. |
|          | 1965–1968 | Bandeira da Frente de Libertação de Dhofar | Um tricolor horizontal de preto, branco e vermelho.                                                    |
|          | 1965–1968 | Bandeira da Frente de Libertação de Dhofar | Uma bandeira tricolor horizontal de preto, branco e vermelho com texto árabe vermelho na faixa branca. |

## Bandeiras militares
| Bandeira | Data          | Uso                                 | Descrição                                                                                              |
| -------- | ------------- | ----------------------------------- | --- |
|          | 1970–presente | Bandeira da Marinha Real de Omã     | Um campo azul com a bandeira nacional no cantão e desfigurado com o emblema da marinha real.           |
|          | 1907–presente | Bandeira do Exército Real de Omã    | Um Campo Vermelho com a bandeira nacional no cantão e desfigurado com o emblema do exército real.      |
|          | 1959–presente | Bandeira da Força Aérea Real de Omã | Um campo azul claro com a bandeira nacional no cantão e desfigurado com o emblema da força aérea real. |

## Bandeiras históricas
| Bandeira | Data      | Uso                                      | Descrição |
| -------- | --------- | ---------------------------------------- | --- |
|          | 225–632   | Padrão do Império Sassânida              | |
|          | 661–750   | Bandeira do Califado Omíada              | Um campo simples branco. |
|          | 750–934   | Bandeira do Califado Abássida            | Um campo simples negro. |
|          | 1508–1521 | Bandeira do Reino de Portugal            | Um campo branco com o brasão português no centro. |
|          | 1521–1578 | Bandeira do Reino de Portugal            | Um campo branco com o brasão português no centro. |
|          | 1578–1640 | Bandeira do Reino de Portugal            | Um campo branco com o brasão português no centro. |
|          | 1616–1640 | Bandeira do Reino de Portugal (putativa) | Um campo branco com o brasão português no centro. |
|          | 1640–1650 | Bandeira do Reino de Portugal            | Um campo branco com o brasão português no centro. |
|          | 1650–1954 | Bandeira do Imamato de Omã               | Um campo branco com o emblema real no cantão. |
|          | 1696–1856 | Bandeira do Império de Omã               | Um campo branco com texto árabe vermelho e uma espada vermelha acima apontada para a direita.                                                                                     |
|          | 1856–1970 | Bandeira do Mascate e Omã                | Um campo simples vermelho. |
|          | 1868–1871 | Bandeira do Imamato de Mascate e Omã     | Um campo simples e branco. |
|          | 1954–1959 | Bandeira do Imamato de Omã               | Um campo branco com escrita árabe vermelha e uma espada vermelha apontada para a direita abaixo.                                                                                  |
|          | 1970–1985 | Bandeira de Omã                          | Um tricolor horizontal de branco, vermelho e verde; com uma faixa vermelha vertical na talha, carregada com o Emblema Nacional de Omã, A faixa vermelha é menor do que as outras. |
|          | 1985–1995 | Bandeira de Omã                          | Um tricolor horizontal de branco, vermelho e verde; com uma faixa vermelha vertical na talha, carregada com o Emblema Nacional de Omã (proporção de 3:2).                         |